# Птица Феникс (Стара Загора)
Птицата Феникс е монументална пластика в Центъра на Стара Загора, един от символите на града.

## История
Пластиката „Птица Феникс“ е годишен проект на „Ротари клуб“ – Стара Загора за 2011 – 2012 г., предложен от проф. Цанко Яблански. Изработката е дело на старозагорския скулптор Красимир Зарков, по поръчка и с финансиране на „Ротари клуб“ – Стара Загора.
Паметникът е открит на 24 юли 2012 г. на площада пред общината. На тази дата е била кулминацията на боевете при които са избити над 14 500 жители на града, по време на Освободителната война.
Февруари 2019 г. е върнато на мястото си, след 16 месеца, по време на които протича мащабно преустройство на градското ларго по струващ близо 10 млн. лв. проект по оперативна програма „Региони в растеж“.

## Композиция
Върху 3 м колона, покрита с черен мрамор, е поставена месингова скулптура на феникс с височина над 2 м. Монументът тежи общо 330 кг., от които 250 кг. е металната скулптура, отлята в леярната на Валентин Моллов.

## Символика
Монументът е един от символите на града. Паметникът е символ на възраждането на духа на многократно опожарявания град с над 8000 години история, така, както митичната птица феникс се възражда от пепелта. Последното изцяло опожаряване на Стара Загора е от войските на Сюлейман паша през Руско-турската освободителна война.
В образа на птицата-феникс е и талисманът Берко на баскетболния тим на „Берое“. Костюмът е дело на старозагорския куклен театър, декември 2015 г.